# Dobrolet
Dobrolet (in russo Добролёт, dobroliet) era una compagnia aerea a basso costo russa, di proprietà Aeroflot, con base all'Aeroporto di Mosca-Šeremet'evo. Operava i voli di linea per destinazioni nazionali.

Il nome Dobrolet si rifà alla "Dobrolyot - Flotta aerea volontaria" fondata nel 1923 e attiva per tutti gli anni '20.

## Storia

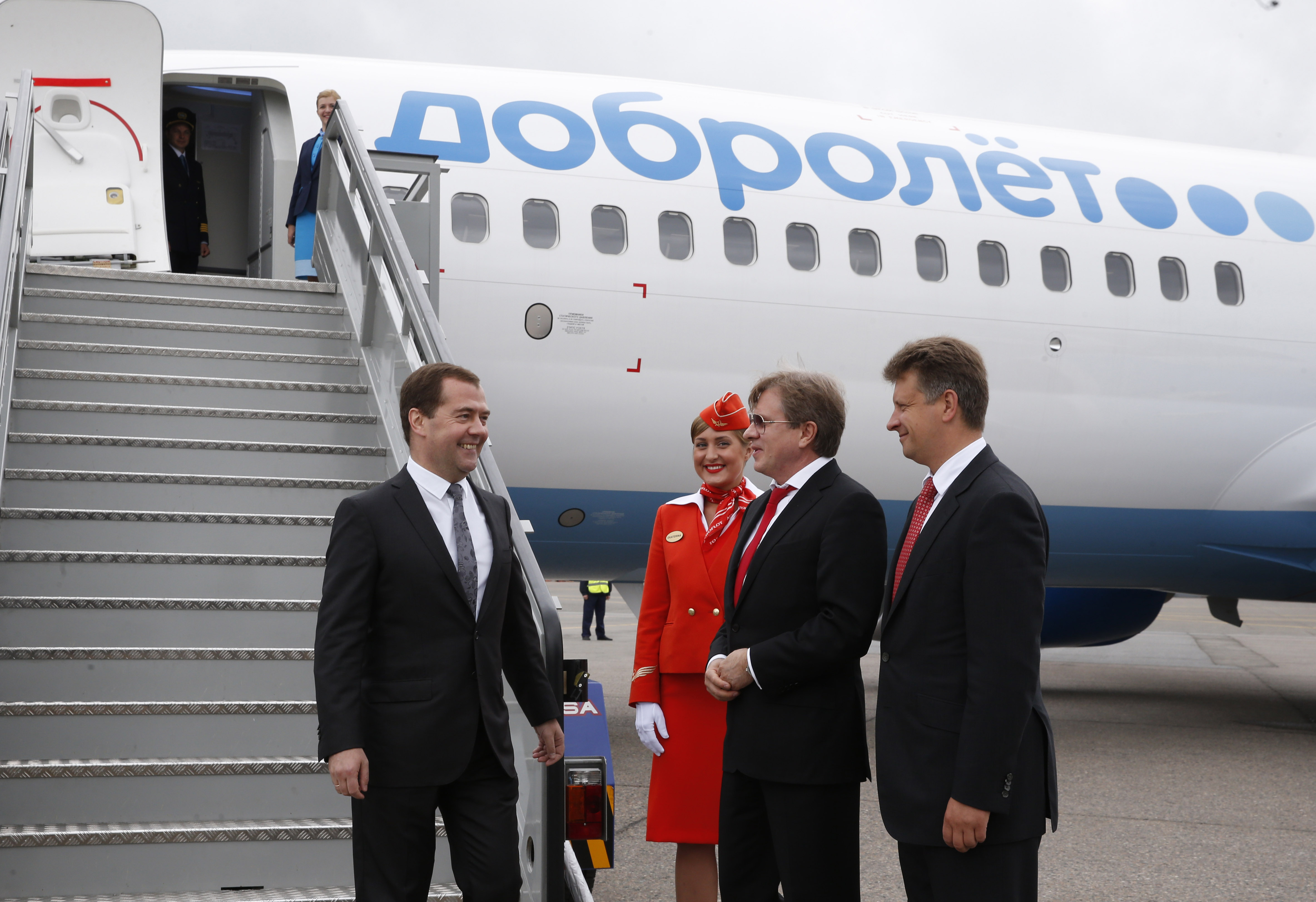
Il Primo Ministro della Russia Dmitrij Medvedev alla presentazione della Dobrolet.

La compagnia aerea era fondata nell'autunno del 2013 quale sussidiaria dell'Aeroflot. Dobrolet ha iniziato ad operare i voli di linea nel maggio 2014 con gli aerei Boeing 737-800NG.
Il 4 agosto 2014 la compagnia aerea ha terminato le operazioni in seguito alle sanzioni economiche dell'Unione Europea e degli Stati Uniti ed il successivo annullamento dell'accordo del leasing degli aerei Boeing 737, perché la compagnia aerea effettuava i voli di linea all'aeroporto di Sinferopoli 4 volte al giorno con altri 25 compagnie aeree.

## Flotta storica
La flotta della Dobrolet includeva i seguenti aeromobili (al maggio 2014):